# 彭一刚
彭一刚（1932年9月3日—2022年10月23日），中国科学院资深院士，建筑设计大师，天津大学建筑学院教授、名誉院长。1932年生于安徽合肥，1953年毕业于天津大学土木建筑系建筑学专业，后留校任教。天津大学教授、天津大学建筑学院名誉院长。1995年当选为中国科学院院士。鉴于在建筑理论研究及建筑教育和建筑创作上的成就，彭一刚曾获建筑界最高奖项——梁思成建筑奖和中国建筑教育奖。彭一刚设计的主要作品包括：天津大学建筑馆、天津水上公园熊猫馆、山东刘公岛甲午海战馆、平度市现河公园、伦敦中国城等。
2022年10月23日，因病医治无效，于天津逝世，享年90岁。告别仪式于2022年10月25日上午9时，天津市第一殡仪馆滨河厅举行。

## 求学经历
1932年9月3日，彭一刚出生于安徽省合肥市，抗日战争时期随家庭迁居于当时的安徽省立煌县（今金寨县）。1943年，彭一刚毕业于高琦小学，同年考入私立中正初级中学。1945年，随学校返归合肥市。1947年，初中毕业后，彭一刚考入合肥中学高中部（今合肥一中）。1950年，彭一刚考入中国交通大学唐山工学院建筑系。1952年，由于全国院系调整，彭一刚随唐山工学院建筑系先调整到北京铁道学院，再转入天津大学。

## 工作经历
1953年，彭一刚毕业于天津大学土木建筑系并留校任教。1956年，彭一刚24岁时在《建筑学报》发表第一篇学术论文《适合于我国南方地区的小面积住宅方案探讨》并受到学报编辑的好评。此后，又陆续发表《螺旋发展与风格渐近》、《空间、体形与建筑形式的周期性演变》等学术论文近30篇。
1978年，彭一刚出版了第一部专著《建筑绘画基本知识》，后经增补更名为《建筑空间组合论》。1985年担任博士生导师，国务院学位委员会第四届学科评议组建筑学学科召集人。1995年，当选为中国科学院院士。
2003年，彭一刚获得梁思成建筑奖。2006年，因对中国建筑教育事业的贡献，获得中国建筑教育奖。
2011年9月16日，位于1895天大建筑创意大厦天津大学建筑设计规划研究总院内新的彭一刚院士工作室正式启用。

## 作品

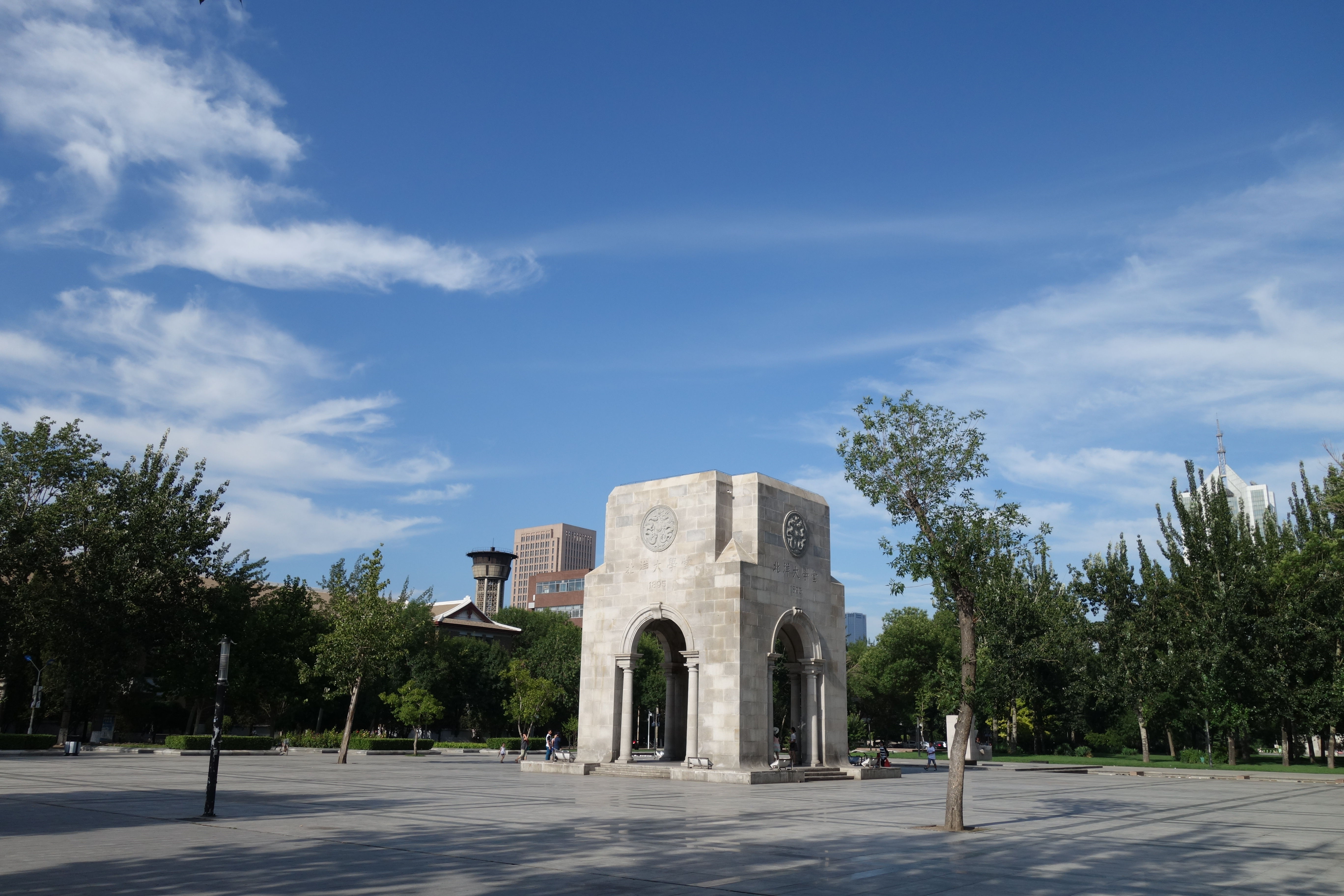
天津大学卫津路校区内的北洋纪念碑亭（天津大学建校百周年纪念碑亭)

### 落成建筑作品
1. 天津大学建筑系馆
2. 天津水上公园熊猫馆
3. 王学仲艺术研究所
4. 天津大学校庆工程
5. 天津大学院士公寓
6. 山东平度现河公园
7. 甲午海战馆
8. 郑州高新技术开发区管委会
9. 郑州高新技术孵化器一、二、三期工程
10. 郑州大学工科园
11. 漳浦西湖公园
12. 厦门杏林日东公园
13. 舟山市沈家门小学
14. 建川抗日战争国军馆
15. 解放军后勤工程学院行政楼
16. 泉州华侨大学校庆纪念工程
17. 福建南安南山公园
18. 南安革命烈士纪念碑
19. 郑成功纪念馆
20. 福建南安行政中心

### 方案
1. 雨花台烈士纪念碑方案
2. 伦敦中国城规划设计方案
3. 辽沈战役纪念馆方案
4. 浙江富阳新沙岛“农家乐”旅游区规划设计方案
5. 丹东抗美援朝纪念馆方案
6. 天津市科技馆方案
7. 哈尔滨游乐园方案
8. 山东省故土园方案
9. 唐山地震历险城方案
10. 唐山地震博物馆方案
11. 青岛帆船帆舨运动中心方案
12. 昆明野鸭湖游乐度假区规划设计方案
13. 武夷山入口大门设计方案
14. 吴越风情旅游区规划设计方案
15. 中国海军博物馆方案
16. 南京大屠杀纪念馆设计方案

### 著作
彭一刚共著有《建筑空间组合论》《中国古典园林分析》《传统村镇聚落景观分析》《创意与表现》《建筑师笔下的人物素描》等著作。

## 家庭
彭一刚夫人蔡玉森，出生于1935年，1959年毕业于北京邮电学院（即今北京邮电大学）有线通信专业，毕业后分配到长春工作，结婚后于1962年调到负责生产电话设备的天津邮电部512厂工作。2006年8月14日，因肝癌逝世，终年71岁。